# Tomoe Kato
Tomoe Kato (加藤 與惠 Katō Tomoe?), född 27 maj 1978, är en japansk tidigare fotbollsspelare.
Tomoe Kato debuterade för japans landslag den 8 juni 1997 i en 1–0-vinst över Kina. Hon spelade 114 landskamper för det japanska landslaget. Hon deltog bland annat i fotbolls-VM 1999, fotbolls-VM 2003, fotbolls-VM 2007, OS 2004 och OS 2008.